# 8センチCD

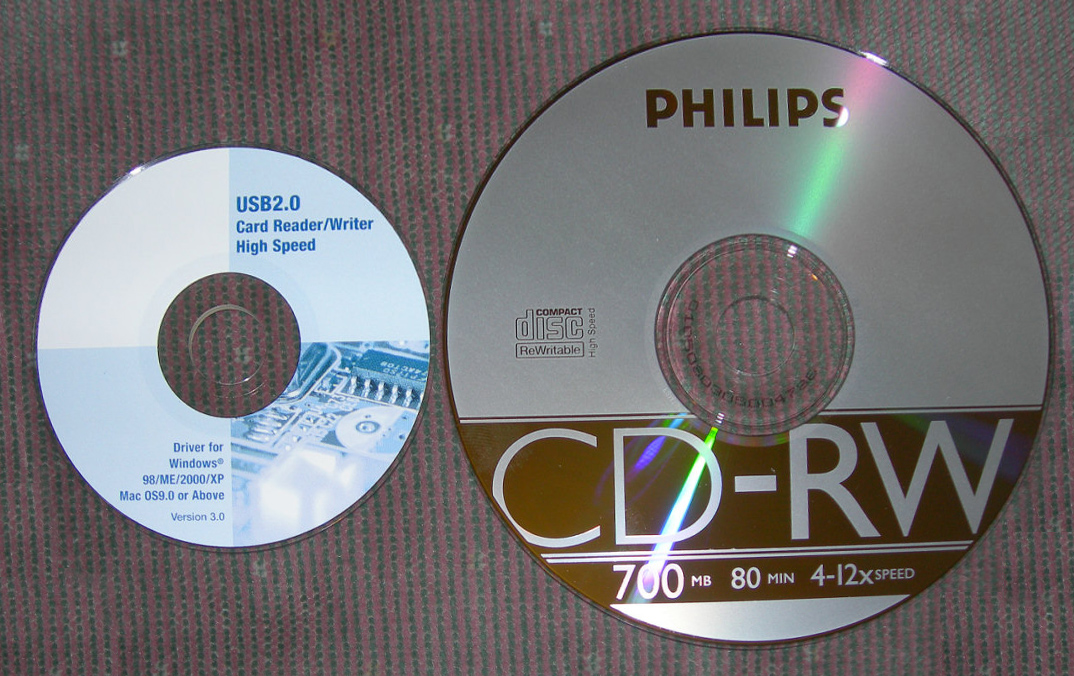
8センチCDと12センチCD。

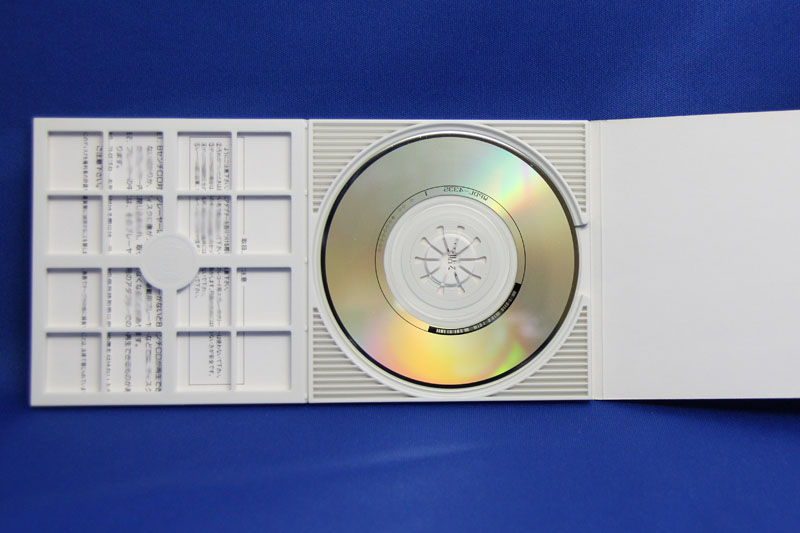
8センチCDのパッケージの例。音楽CD（半分に縮小可能）。

8センチCD (8cm CD) は、コンパクトディスク (CD) のサイズの規格のひとつ。通常のCDの直径が12センチメートルに対し、直径が8センチメートルで小型である。
1988年にイギリス・日本・アメリカ・フランス・ドイツ・香港などで発売された。
ミニCDあるいはディスク自体が小さいことから「Small」を付し、かつ略してSCDとも呼ばれる。欧米では通常の5インチCD (5inch CD) 、略してCD5に対して3インチCD (3inch CD) 、CD3とも呼ばれる。
本記事では、8センチCDと区別するため、通常サイズのCDを「12センチCD」と呼ぶ。

## 用途
12センチCDと同様に音楽・データ両方の用途で使用される。
音楽
音楽CDとしては、収録時間の関係から主にシングルやミニアルバムに使用される。1988年2月に日本国内で8センチCDが発売されたが、現在販売されている8センチCDシングルで最も古い物はは長渕剛の「乾杯」（1988年2月25日発売）である。縦横比1：2のパッケージ特性から、ジャケットアートにはソロ歌手等の全身ショットや、バンドやグループの横並びショットが見られる。
データ
CD-ROMとしては、ドライバソフトやユーティリティなど、ハードウェアに付属するソフトウェアにしばしば使われる。理由はそれらソフトウェアは小容量で済むことや製品パッケージが小さい場合は12センチCDの同梱が困難なためである。

## 規格
内周8センチメートルにデジタル音声、外周4センチメートルにアナログ映像を記録したCDビデオ (CDV) という規格が存在する。この内周部分のみを単一のオーディオディスクとしたのが8センチCDである。
記録方式の規格とは直交的で、音楽CDの場合は12センチ音楽CDと同じくレッドブック、CD-ROMの場合は12センチCD-ROMと同じくイエローブック、CD-RおよびCD-RWの場合はオレンジブックに準拠する。
音楽CDの場合、パッケージには、通常の「COMPACT Disc DIGITAL AUDIO」 (CD-DA) の記録方式のロゴに加えて、「CD SINGLE」のロゴが加わる。ただしディスク本体には、特別な表記は無い。

### 容量
格納可能な情報量（メガバイト、MB）はモード1のCD-ROMと同じである。音楽ディスクとしてはこれよりやや多い。
- 18分 (155 MB)  - 低密度モード。
- 21分 (185 MB)  - 12センチCDの74分 (650 MB) と同密度。
- 24分 (210 MB)  - 12センチCDの80分 (700 MB) と同密度。
- 34分 (300 MB)  - エンハンスド密度モード。

## 再生環境
トレイ式のプレーヤーでは、トレイに段差を設け8センチCDを置く凹部を設けている。また、8センチCD非対応のCDプレーヤーに対しては、専用アダプターを8センチCDの外周に取り付けて、12センチCDと同じ大きさに調整することで再生可能になる。
プレーヤーの中には、アナログレコードのプレーヤーのように、真ん中にスピンドルを設けて、そこにCDを取り付けて回転させるようにし、トレイを省いたものも主にCDラジカセやゲーム機、そして、DVDやBDによる、録画機や再生機を中心に出回った。この方式では、CDの大きさに関係は無く、CDを取り付けるだけで再生が可能となる。
トレイ中央にCDを固定するためのノッチが設けられているプレイヤーであれば、縦置きでも再生可能である。一部のパソコンやポータブル型のドライブでは、トレイを採用しつつも、ノッチが設けられているものもある。
これ以外の、8センチCD対応が明記されていないスロットイン方式のプレーヤーや垂直トレイ方式では物理的に装填ができない。無理に挿入しようとすると、ディスクが破損したり、取り出せなくなる恐れがある。
ソニーから8センチCDサイズのポータブルCDプレーヤーも発売されたが、当時は8センチCDシングルの楽曲をまとめてカセットテープに録音して聴くのが主流であったため、まったく普及しなかった。

## 現状
音楽用途として、欧米では1990年代初頭、日本では1999年以降、マキシシングルに取って代わられ、市場から徐々に姿を消していった。

### 日本
12センチCDへ移行した理由はジャケットの見栄えの他、1990年代以降増加した外資系CDショップでは8センチCD専用の陳列棚が少なく、アルバムCDと同形状であるマキシシングルが優位であった点やレンタルショップ対策のためであった。
2000年前後の12センチCDへの移行期において、ウルフルズの『コマソンNo.1』、KinKi Kidsの『硝子の少年』（初回生産盤）、モーニング娘。の『LOVEマシーン』、サザンオールスターズの『TSUNAMI』（初回生産盤）、ハムちゃんずの『ハム太郎とっとこうた』、米倉千尋の『陽のあたる場所』『Little Soldier』など、12センチCD用の薄型ケースとジャケットに8センチCDを入れるかたちで発売されたケースや、MISIAや宇多田ヒカル、山崎まさよし、スガシカオなどのアーティストでは12センチCD仕様と8センチCD仕様の2種類発売されたケースもあった。また、BLANKEY JET CITYの『赤いタンバリン』やXLの『O・K!』、『おジャ魔女CDくらぶ おジャ魔女ソロヴォーカルコレクション』など、8センチCDの周囲を透明コーティングした12センチCDとして開発された「スーパー80」仕様でリリースされたケースがあった。ただしこれはスロットイン式の機器では再生できない事例があり台頭することはなく、当仕様でリリースされるタイトルはわずかであった。
上記以降は、2015年に発売されたDEENの『ずっと伝えたかった I love you』（完全生産限定盤のみ）、2019年に発売された安斉かれんの『世界の全て敵に感じて孤独さえ愛していた』、サカナクションの『忘れられないの/モス』や2021年に発売されたザ・リーサルウェポンズの『雨あがる』など限定的に発売する場合があるものの、8センチCDで新曲が発表されることはほとんどなく、2005年以降の新譜は0もしくは1桁である。
一方で、旧譜の生産は新譜より多く、2022年度は878タイトルで販売が継続されている。例えば、B'z・Mr.Children・ZARD・SMAP・ゆず・DEEN、米米CLUB『君がいるだけで/愛してる』、小田和正『Oh!Yeah!⁄ラブ・ストーリーは突然に』、B.B.クィーンズ『おどるポンポコリン』、大事MANブラザーズバンド『それが大事』、X JAPAN『紅』、中島みゆき『命の別名/糸』、加山雄三・谷村新司『サライ』、THE BOOM『風になりたい』、ヒデ夕樹＆朝礼志『この木なんの木』、スターダストレビュー『木蘭の涙』、美少女戦士セーラームーン『ムーンライト伝説/乙女のポリシー』などである。
以上より、12センチCDに移行してからは8センチCDを店頭で見かけることは少なくなったが、生産・販売は継続しているため、店頭での取り寄せやインターネットショップ、ライブ会場でのCD物販コーナーなどで購入できる。